# Matthew Stevens (snooker)
Pour les articles homonymes, voir Matthew Stevens et Stevens.
Matthew Stevens est un joueur de snooker gallois né le 11 septembre 1977 à Carmarthen.
Professionnel depuis 1994, ses principales performances sont une victoire au championnat du Royaume-Uni en 2003, contre Stephen Hendry et au Masters 2000, contre Ken Doherty.
Stevens fait partie des joueurs dits « malheureux finalistes » des championnats du monde de snooker, avec deux finales perdues en 2000 contre Mark Williams (18-16) et en 2005 contre Shaun Murphy, également 18-16. Il a par ailleurs perdu deux finales de suite au championnat du Royaume-Uni, en 1998 et 1999, contre John Higgins et Mark Williams. Il compte ainsi une seule victoire en tournoi classé pour huit finales disputées.
Au cours de la saison 2005-2006, Stevens s'est propulsé au 4e échelon du classement mondial ; son meilleur en carrière.

## Carrière

### Début de carrière (1994-1996)
Devenu professionnel en 1994, à l'âge de 17 ans, Matthew Stevens s'inscrit parmi les joueurs les plus prometteurs de sa génération. Il dispute son premier tournoi comptant pour le classement lors du Grand Prix 1995. L'année suivante, il démontre à quel point son potentiel est élevé en remportant le championnat Benson & Hedges (tournoi qualificatif pour le Masters). Après avoir battu la légende Terry Griffiths au tour préliminaire, Stevens accède au tableau principal, où il est éliminé par Alan McManus.

### Révélation, confirmation et meilleur classement mondial (1997-2005)
En 1997, il se révèle réellement en atteignant plusieurs demi-finales dans les compétitions auxquelles il se qualifie. C'est le cas au Grand Prix 1997 et au championnat du Royaume-Uni 1997. En avril, il participe pour la première au championnat du monde. Après des victoires sur Alain Robidoux et Mark King, le jeune Stevens est dominé par Ken Doherty, 13 à 10. Cette révélation assez rapide propulse déjà le Gallois dans le top 32 du classement.

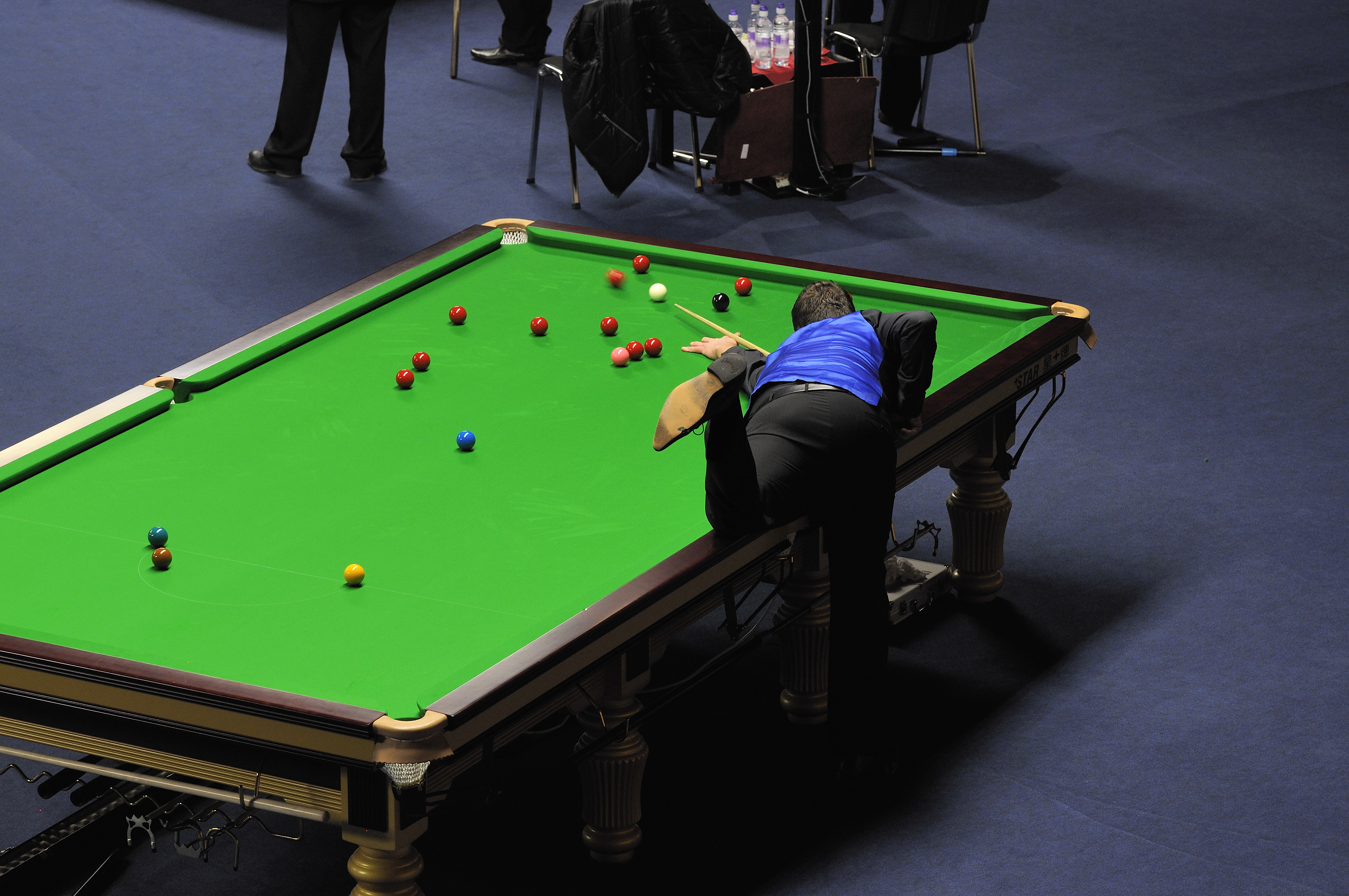
Matthew Stevens en 2013.

Il confirme les attentes reposant sur lui et aligne la finale d'un tournoi majeur lors du championnat du Royaume-Uni en 1998, avant d'être battu par John Higgins. Il réitère l'année suivante, mais est battu par Mark Williams. Toujours en 1999, il remporte le Masters d'Écosse. Certes non classé, le tournoi réunit la crème du snooker mondial de l'époque, notamment John Higgins ; adversaire de Stevens en finale. Au championnat du monde 2000, Matthew Stevens se qualifie pour la finale, dominant Alan McManus (au deuxième tour) et Jimmy White (en quart de finale). En finale, il affronte le joueur gallois, Mark Williams. À défaut d'avoir mené 13-7 et 14-10, il s'incline sur le score de 18-16. L'année 2000 est également marquée par une victoire sur le très prestigieux Masters, aux dépens de l'Irlandais Ken Doherty, par 10 manches à 8. Il termine la saison à la 6e place mondiale. Les deux saisons qui suivent demeurent régulières ; Stevens est demi-finaliste du championnat du monde 2001, du championnat du monde 2002, du Masters de Thaïlande 2002 et du Masters d'Irlande 2002.
En 2003, Matthew Stevens remporte son seul et unique titre classé à ce jour, lors du championnat du Royaume-Uni, inscrivant un succès sur Stephen Hendry, par 10 manches à 8. Cette même saison 2003-2004, le joueur gallois est demi-finaliste du championnat du monde et de l'Open de Grande-Bretagne ; il retrouve la 6e place mondiale.
Deux ans plus tard, il est de nouveau finaliste dans un tournoi de classement en Irlande. En avril 2005, il rallie une nouvelle finale au championnat du monde, dominant Andy Hicks, Jimmy White, Stephen Hendry et Ian McCulloch. Il s'y incline cette fois-ci face à l'Anglais Shaun Murphy. En dépit d'avoir mené 10-6, il s'incline comme en 2000 sur le score final de 18-16. Cet échec fait de lui un joueur dit « malheureux finaliste du championnat du monde ». Grâce à cette performance, il se retrouve propulsé au classement mondial et obtient par la même occasion le meilleur classement de sa carrière : no 4. Matthew Stevens rencontre des succès sur le trophée d'Irlande du Nord et le Pot Black ; des tournois non classés. 

### Baisse de régime (depuis 2006)

#### Manque de résultats (2006-2010)
Néanmoins, sa saison 2005-2006 est terriblement moyenne sur les autres tournois. À défaut d'avoir atteint son meilleur classement en carrière, le joueur du pays de Galles se montre quelque peu en difficulté sur les tournois importants. N'atteignant aucun quart de finale de la saison, il laisse passer sa chance de faire mieux au classement. Avec ce bilan saisonnier mauvais, il rétrograde à la 14e position du classement.
Bien que quart de finaliste du championnat du monde 2007, Stevens suit la même dynamique lors des deux saisons suivantes et sort du top 16. Il est finaliste du championnat de Bahreïn 2008 (unique édition du tournoi), mais continue d'accuser le coup au classement, descendant jusqu'à la 26e position en début de saison 2009-2010.

#### Regain de motivation (2011-2013)

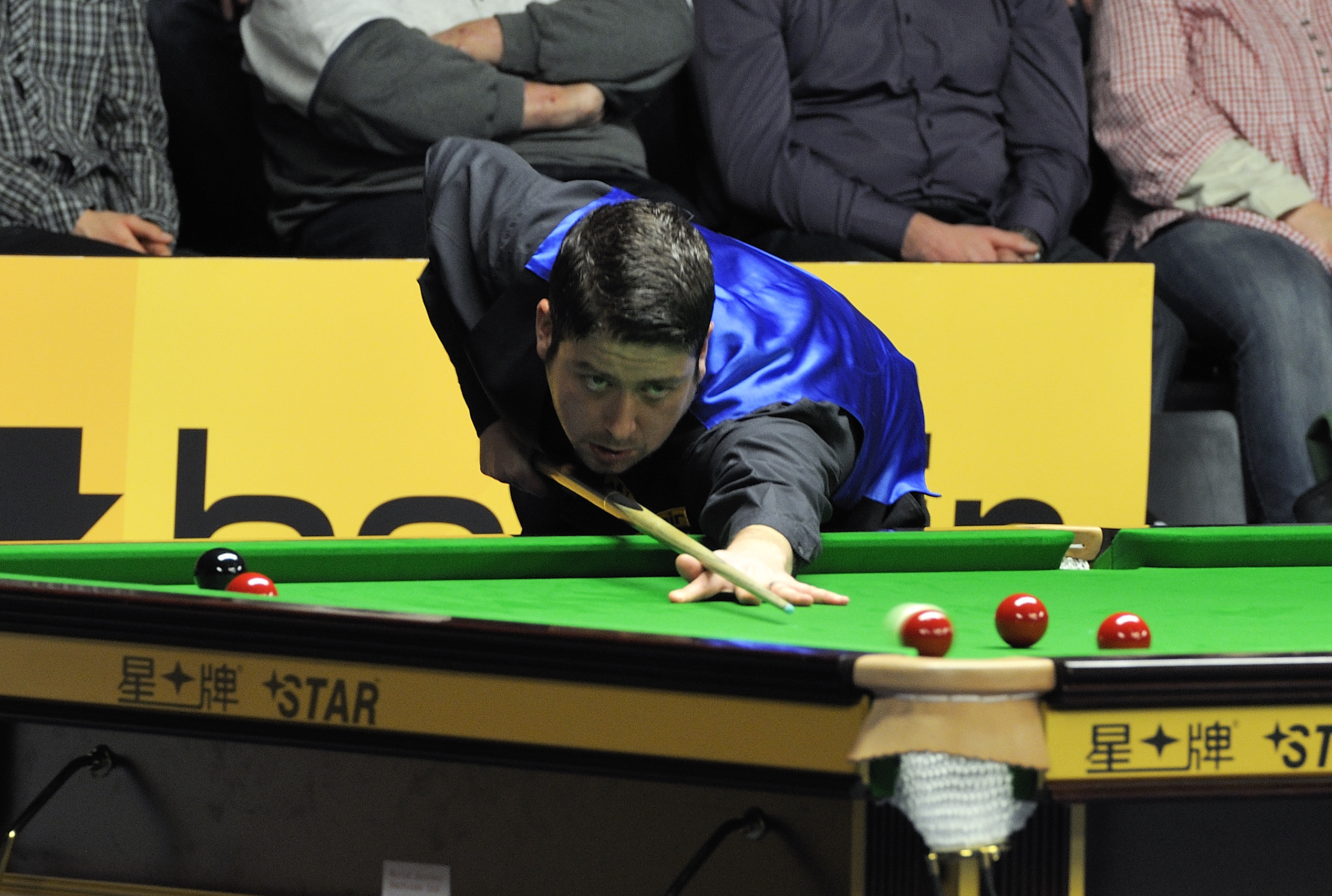
Stevens au Masters d'Allemagne 2013.

Stevens doit attendre le championnat de la ligue de 2011 avant de remporter un autre titre sur le circuit professionnel. Au cours de cette même saison, ses performances dans les tournois de classement redeviennent dignes de ses capacités. Il est notamment demi-finaliste du championnat du circuit des joueurs 2011, après une saison constante sur cette nouvelle série de tournois (deux quarts de finale en 2010). Toujours en 2010-2011, il est quart de finaliste de l'Open du pays de Galles et du Masters de Shanghai ; il retrouve la 14e place mondiale.
En 2011-2012, il peine à se lancer, atteignant son premier quart de la finale de la saison au Masters d'Allemagne de février. Il y est dominé par le futur vainqueur, Ronnie O'Sullivan (5-3). Au mois d'avril, il bat successivement Marco Fu, Barry Hawkins et Ryan Day, pour rejoindre sa première demi-finale au championnat du monde depuis 2005. Il est finalement dominé par O'Sullivan, sur le score de 17 manches contre 10. Il termine ainsi la saison au 10e rang mondial ; son meilleur classement de fin de saison depuis 2005.
En mars 2013, il aligne la finale de l'Open mondial, disputant ainsi sa huitième finale en tournoi classé. Après avoir éliminé des joueurs comme Neil Robertson, Shaun Murphy et Judd Trump, il s'incline face au jeune Mark Allen, dans une finale où Stevens aura été complètement inexistant. Malgré ce résultat et une année globalement régulière, il baisse un peu au classement. 

#### Descente vertigineuse et regain d'espoir (depuis 2014)

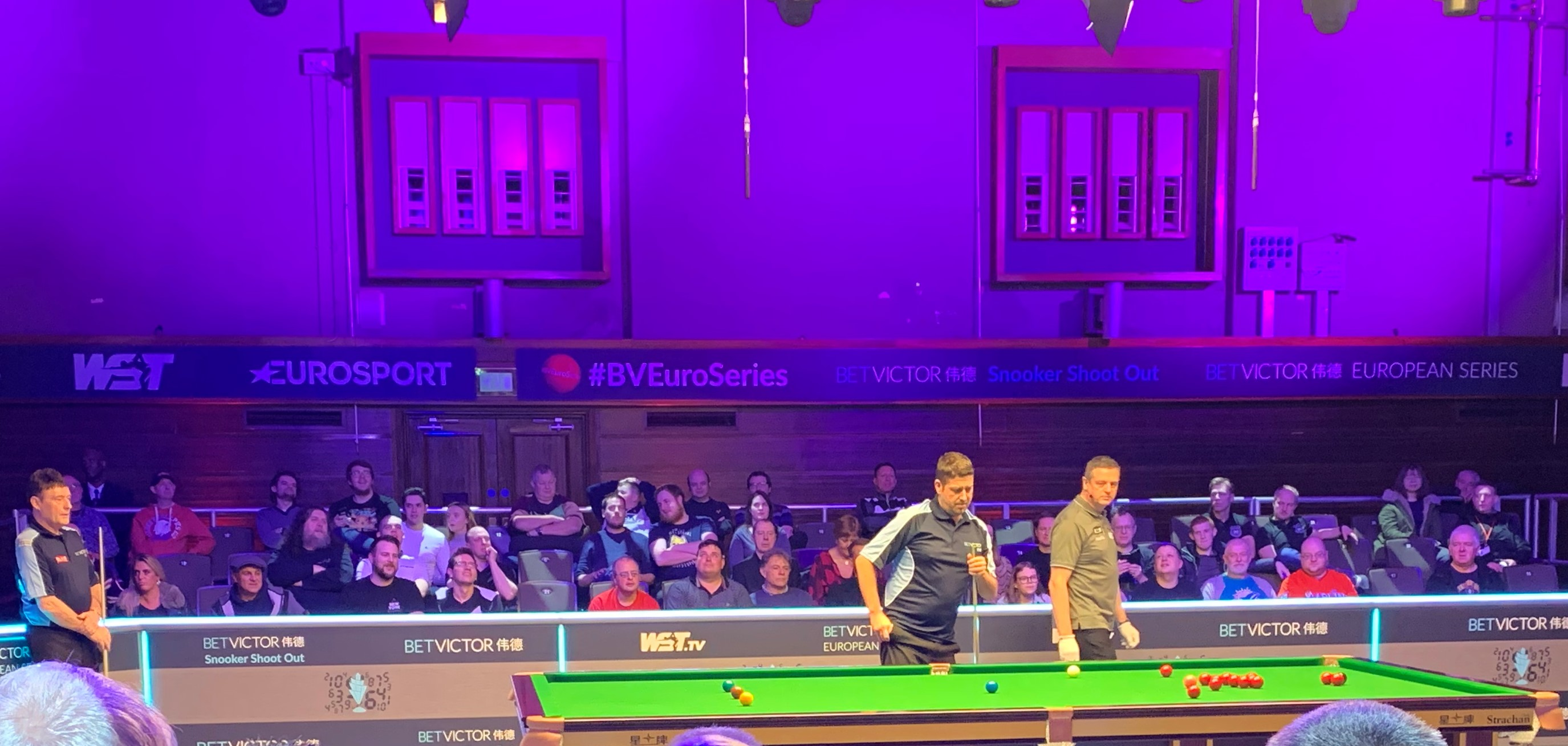
Matthew Stevens en 2020.

Depuis cette finale perdue, Matthew Stevens connait des saisons plus que décevantes, ce qui lui a coûté sa place dans le top 32 du classement. Toutefois, il connait quelques sursauts comme au championnat du monde en 2015, où issu des qualifications, il bat Mark Williams au premier tour, avant d'être battu à son tour par l'Anglais Ronnie O'Sullivan. En avril 2018, Stevens se qualifie pour le championnat du monde mais il s'incline au premier tour contre Kyren Wilson. Il continue de croire en son retour, lorsqu'il est demi-finaliste du Classique de Wuxi 2013, mais chute ensuite en dehors du top 40 mondial.
Au cours de la saison 2018-2019, retombé à la 57e place mondiale, il est l'invité surprise des demi-finales du championnat international. Matthew Stevens y sera battu par Mark Allen, sur le score de 9 à 6. Cette performance lui vaut de finir la saison à la 43e position du classement en fin de saison. En fin d'année 2019, il crée la surprise en battant Mark Selby en huitième de finale du championnat du Royaume-Uni. Stephen Maguire met fin à son beau parcours en quart de finale. Le 2 mars 2020, il retrouve le top 32 du classement mondial. À la fin de la saison, il réussit à nouveau à se qualifier pour le championnat du monde, où il est défait par John Higgins dès son premier match.
Les deux saisons d'après sont catastrophiques. En avril 2022, il fait partie des nombreux gallois qui réussissent à se qualifier au championnat du monde, ce qui le sauve de la relégation. Il y est battu d'entrée par Jack Lisowski (10-8).  

## Vie personnelle
Né à Carmarthen, Matthew Stevens envisage très tôt une carrière professionnelle, après des victoires chez les juniors.
Au début des années 2000, il est bouleversé par plusieurs drames. À commencer par le décès de son manager en 2001 ; manager qui n'est autre que son père. En 2005, son ami Paul Hunter meurt des suites d'un cancer. Stevens se dévoue pour lui jusqu'au bout, portant son cercueil le jour de ses funérailles. 
En tant que joueur de poker confirmé, il a déjà remporté des compétitions internationales dans la discipline.
Divorcé depuis 2015, il est père de deux enfants.

## Palmarès

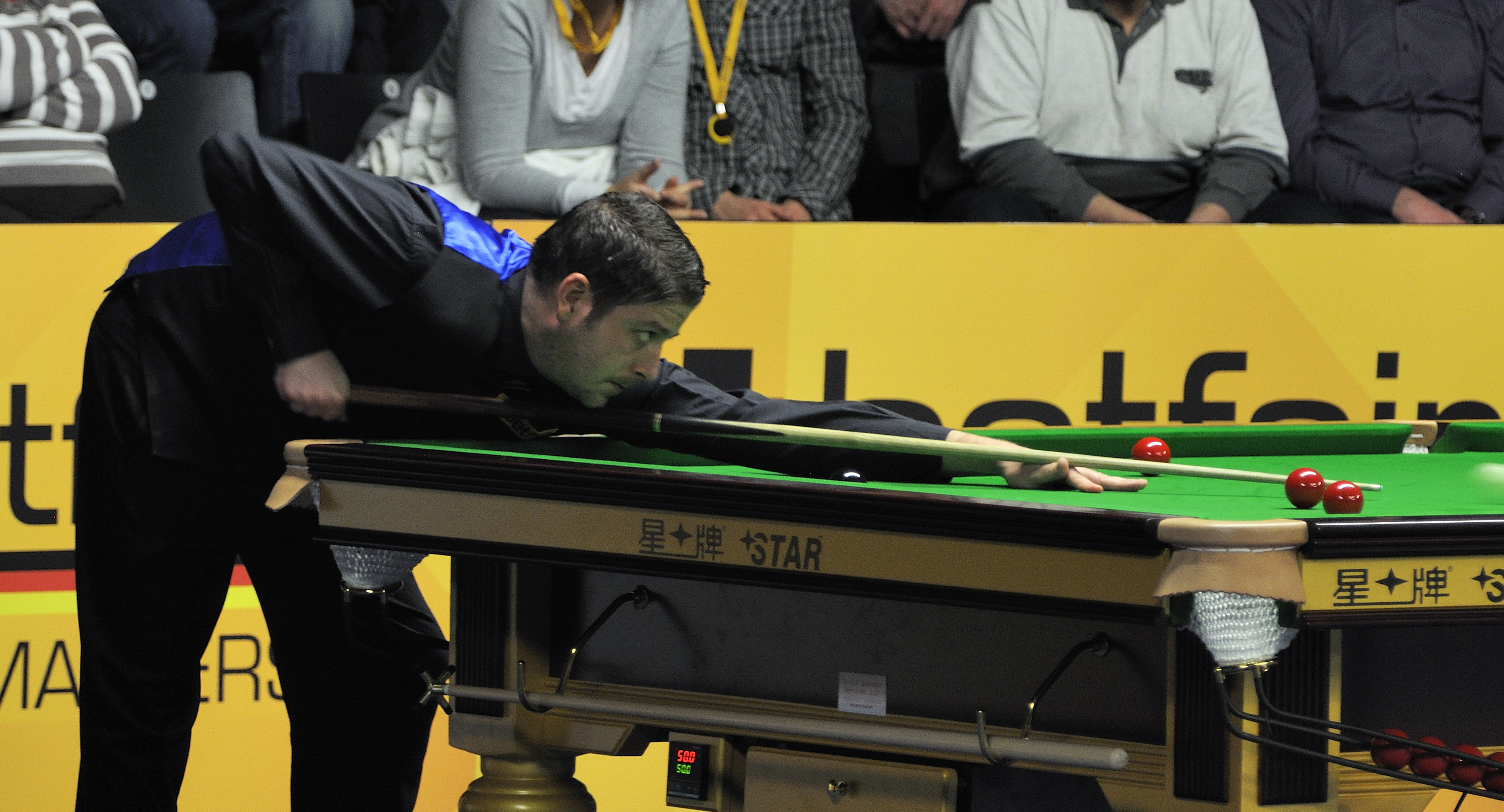
Matthew Stevens (2013).

| Légende | Catégorie                      | Titres                         | Finales                        |
|         | Tournois classés               | 1                              | 7                              |
|         | Tournois classés mineurs       | 0                              | 1                              |
|         | Tournois non classés           | 7                              | 1                              |
|         | Tournois en équipes            | 1                              | 1                              |
|         | Tournois pro-am                | 0                              | 1                              |
| Gras    | Tournois de la triple couronne | Tournois de la triple couronne | Tournois de la triple couronne |

### Titres

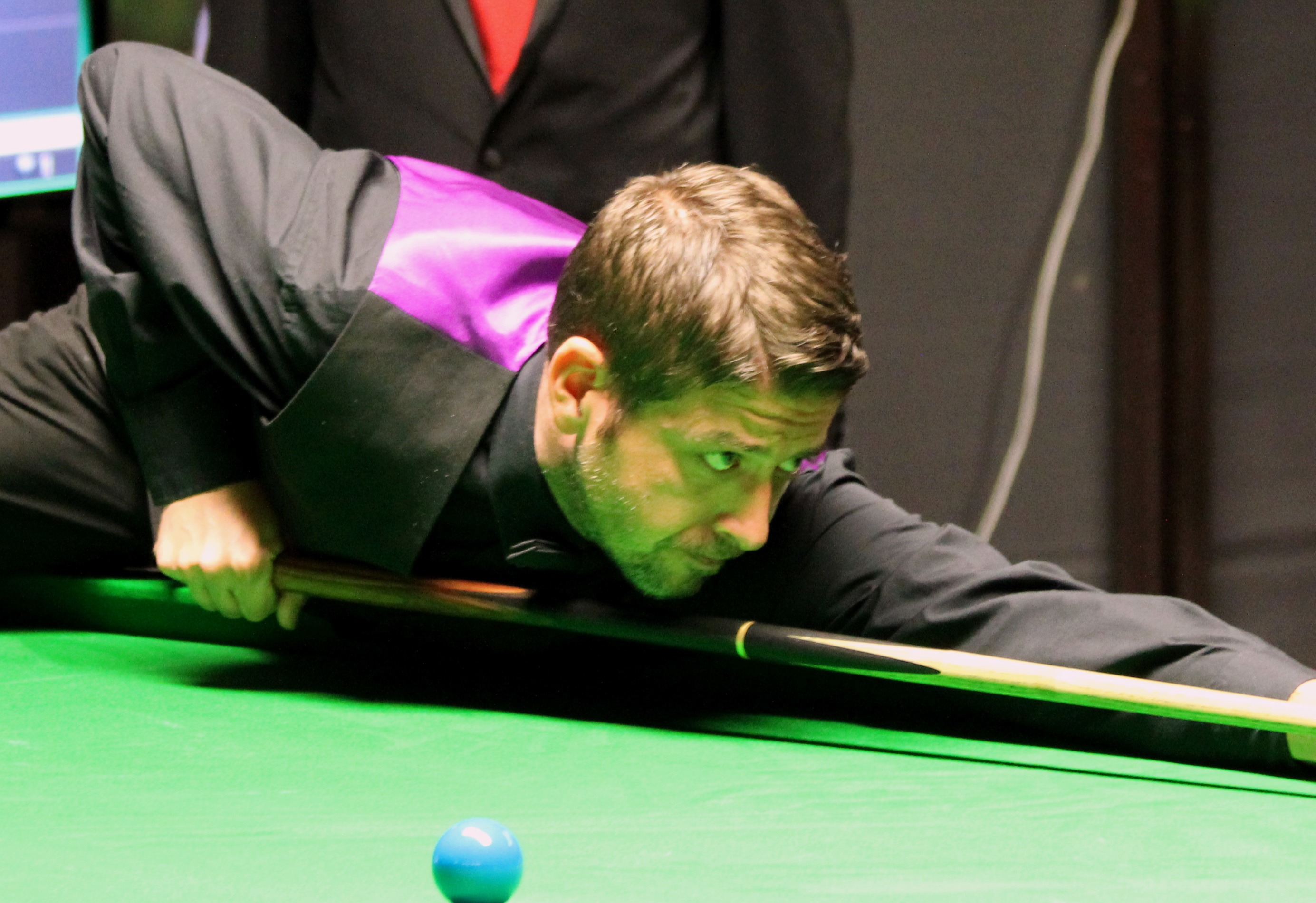
Stevens au Classique Paul Hunter 2016.

| Saison    | Nom du tournoi              | Lieu                | Finaliste        | Score  | Tableau |
| 1995-1996 | Championnat Benson & Hedges | Prestatyn           | Paul McPhillips  | 9-3    | Tableau |
| 1995-1996 | Masters de Belgique         | Belgique            | Patrick Delsemme | 7-1    | Tableau |
| 1998-1999 | Coupe des nations           | Newcastle upon Tyne | Écosse           | 6-4    | Tableau |
| 1999-2000 | Masters d'Écosse            | Motherwell          | John Higgins     | 9-7    | Tableau |
| 1999-2000 | Masters                     | Wembley             | Ken Doherty      | 10-8   | Tableau |
| 2003-2004 | Championnat du Royaume-Uni  | York                | Stephen Hendry   | 10-8   | Tableau |
| 2005-2006 | Trophée d'Irlande du Nord   | Belfast             | Stephen Hendry   | 9-7    | Tableau |
| 2005-2006 | Pot Black                   | Londres             | Shaun Murphy     | [ 49 ] | Tableau |
| 2010-2011 | Championnat de la ligue     | Stock               | Shaun Murphy     | 3-1    | Tableau |

### Finales perdues
| Saison    | Nom du tournoi                 | Lieu        | Finaliste         | Score | Tableau |
| 1998-1999 | Championnat du Royaume-Uni     | Bournemouth | John Higgins      | 6-10  | Tableau |
| 1998-1999 | Tournoi Pontins                | Prestatyn   | Jimmy White       | 5-9   | Tableau |
| 1999-2000 | Championnat du Royaume-Uni (2) | Bournemouth | Mark Williams     | 8-10  | Tableau |
| 1999-2000 | Coupe des nations              | Reading     | Angleterre        | 2-6   | Tableau |
| 1999-2000 | Championnat du monde           | Sheffield   | Mark Williams     | 16-18 | Tableau |
| 2004-2005 | Grand Prix de Fürth            | Fürth       | Paul Hunter       | 2-4   |         |
| 2004-2005 | Masters d'Irlande              | Dublin      | Ronnie O'Sullivan | 8-10  | Tableau |
| 2004-2005 | Championnat du monde (2)       | Sheffield   | Shaun Murphy      | 16-18 | Tableau |
| 2008-2009 | Championnat de Bahreïn         | Manama      | Neil Robertson    | 7-9   | Tableau |
| 2011-2012 | Trophée Kay Suzanne            | Gloucester  | Ronnie O'Sullivan | 2-4   | Tableau |
| 2012-2013 | Open mondial                   | Haikou      | Mark Allen        | 4-10  | Tableau |